# DuMonde
DuMonde war ein deutsches Trance-Projekt von Jürgen Mutschall (alias DJ JamX), Dominik De Leon (alias DJ De Leon) und René Dumont (Gründungsmitglied).

## Geschichte
Das Projekt wurde im Jahr 1997 von René Dumont, Jürgen Mutschall und Dominik de Leon ins Leben gerufen. Das einstige Trio machte sich durch Veröffentlichungen wie Tomorrow (1998) oder See the Light (1999) schnell einen Namen. Ihre Tracks wie Just Feel Free (2000), Never Look Back (2001) oder Memory (2002) werden noch in der Dance-Scene gespielt. René Dumont stieg Anfang 2001 aus persönlichen Gründen aus dem Projekt aus.
Auf diesem Erfolg und dem Bekanntheitsgrad aufbauend gelang es JamX & De Leon aka DuMonde in den letzten Jahren eigene Labels (F8T Recordings und (in Zusammenarbeit mit Skydiver alias X900) AccessTunes) zu gründen und weitere Tracks (Can U Dig It (Self Control) (2001), God Music (2002) etc.) zu veröffentlichen.
Regelmäßig legte das DuMonde DJ-Team auf Dance-Events wie Trance Energy, Decibel Outdoor, Q-Base, Nature One, Godskitchen, Street Parade o. ä. in auf. 2007 kam die letzte Single „Gun“ von den beiden unter dem Namen DuMonde heraus. Danach wurde das Projekt eingestellt.

## Diskografie

### Alben
- On Stage 2004
- The Mixes Volume 01
- A Decade (2007)

### Singles
als DuMonde
- 1998: Tomorrow
- 1999: Fly to the Sky (vs. Anastasia)
- 1999: See The Light
- 2000: Just Feel Free_V1
- 2001: Never Look Back
- 2001: Memory (vs. Lange)
- 2002: God Music
- 2003: Human
- 2004: Kalt / Cold
- 2004: Ich Will Raus / Let Me Out
- 2005: Singularity 2005 (mit Dave202)
- 2005: What’s in Your Head (vs. Judge Jules)
- 2006: I Feel You
- 2006: Tomorrow 2006
- 2007: Gun

als JamX & De Leon
- 1999: Hold It!
- 1999: Lost In Emotions (als JamX & Nature One)
- 1999: Keep It That Way
- 2002: Can U Dig It?
- 2003: Mind Made Up
- 2005: Blue Monday
- 2006: Elektrisch

### Remixe (Auswahl)
- 1998: Push – Universal Nation
- 1999: Sash! – Adelante
- 1999: Captain Jack – Dream a Dream
- 2000: Binary Finary – 2000
- 2001: Barthezz – On the Move
- 2002: Ayumi Hamasaki – Trauma
- 2003: Dave202 & Phil Green – Moments of Silence
- 2004: Rank 1 – It’s Up to You (Symsonic)